# 12655 Benferinga
12655 Benferinga è un asteroide della fascia principale. Scoperto nel 1977, presenta un'orbita caratterizzata da un semiasse maggiore pari a 3,0403245 au e da un'eccentricità di 0,1020499, inclinata di 11,71704° rispetto all'eclittica.